# Liste der denkmalgeschützten Objekte in Nenzing
Die Liste der denkmalgeschützten Objekte in Nenzing enthält die 31 denkmalgeschützten, unbeweglichen Objekte der Gemeinde Nenzing im Bezirk Bludenz.

## Denkmäler
| Foto |                 | Denkmal | Standort                                     | Beschreibung | Metadaten |
| ---- | --------------- | --- | -------------------------------------------- | --- | --- |
| ja   | Datei hochladen | Wohnhaus, ehem. Gasthaus zum Hirschen, Rotes Haus HERIS-ID: 33520 Objekt-ID: 31114                                       | Alte Straße 2 Standort KG: Nenzing           | Das Wohnhaus wurde um das Jahr 1633 errichtet. Seine roten Blockwände wurden mit Ochsenblutanstrich gefärbt. | BDA-Hist.: Q37952574 Status: Bescheid Stand der BDA-Liste: 2025-06-30 Name: Wohnhaus, ehem. Gasthaus zum Hirschen, Rotes Haus GstNr.: .242                                                                |
| ja   | Datei hochladen | Doppelwohnhaus HERIS-ID: 47008 Objekt-ID: 49432                                                                          | Am Rain 4, 6 Standort KG: Nenzing            | Das traufseitig erschlossene Doppelwohnhaus in Mischbauweise stammt aus dem 17./18. Jahrhundert. | BDA-Hist.: Q38025121 Status: Bescheid Stand der BDA-Liste: 2025-06-30 Name: Doppelwohnhaus GstNr.: .349/1, .349/2, .350/1                                                                                 |
| ja   | Datei hochladen | Gasthaus zum Rössle HERIS-ID: 33521 Objekt-ID: 31115                                                                     | Andreas-Gaßner-Straße 1 Standort KG: Nenzing | Das Haus in Mischbauweise unter einem steilen zweigeschoßigen Giebel stammt wahrscheinlich aus dem 17. Jahrhundert. | BDA-Hist.: Q37952585 Status: Bescheid Stand der BDA-Liste: 2025-06-30 Name: Gasthaus zum Rössle GstNr.: .319                                                                                              |
| ja   | Datei hochladen | Villa Schatzmann und Einfriedung HERIS-ID: 74532 Objekt-ID: 87942seit 2019                                               | Bahnhofstraße 10 Standort KG: Nenzing        | Die Villa Schatzmann ist eine 1909 errichtete Fabrikantenvilla, die später für eine pädagogische Einrichtung adaptiert wurde. | BDA-Hist.: Q105646559 Status: Bescheid Stand der BDA-Liste: 2025-06-30 Name: Villa Schatzmann und Einfriedung GstNr.: .334, 278 Villa Schatzmann (Nenzing)                                                |
| ja   | Datei hochladen | Altes Gemeindeamt HERIS-ID: 74540 Objekt-ID: 87952                                                                       | Bazulstraße 20 Standort KG: Nenzing          | Dieses Gebäude im früheren Dorfmittelpunkt beherbergte bis 1958 das Gemeindeamt. Später fand es als Vereinslokal für verschiedene Vereine Verwendung. | BDA-Hist.: Q38135286 Status: § 2a Stand der BDA-Liste: 2025-06-30 Name: Altes Gemeindeamt GstNr.: .241 |
| ja   | Datei hochladen | Straßenbrücke (Mengbrücke) HERIS-ID: 74539 Objekt-ID: 87950                                                              | beim Wolfhaus Standort KG: Nenzing           | Die Mengbrücke ist eine Stahlbetonbrücke für den Straßenverkehr mit einer Stützweite von 15,5 Metern und einer Fahrbahnbreite von 5 Metern, die 1913 als Ersatz für ihre bei einem Hochwasser 1910 zerstörte Vorgängerin errichtet wurde. Ausgelegt war sie für ein Gewicht von 30 Tonnen; später wurde eine Gewichtsbeschränkung von 16 Tonnen festgelegt. | BDA-Hist.: Q38135273 Status: § 2a Stand der BDA-Liste: 2025-06-30 Name: Straßenbrücke GstNr.: 8355/4, 8401/1, 8271/1 Mengbrücke                                                                           |
| ja   | Datei hochladen | Bildstock, Weißes Bild HERIS-ID: 74561 Objekt-ID: 87975                                                                  | Beschling Standort KG: Nenzing               | Der Bildstock mit einem Gemälde der Krönung Mariens mit Fegefeuer aus dem Jahr 1794 wurde 1977 an seinen heutigen Standort versetzt. | BDA-Hist.: Q38135406 Status: § 2a Stand der BDA-Liste: 2025-06-30 Name: Bildstock, Weißes Bild GstNr.: 2131/2                                                                                             |
| ja   | Datei hochladen | Flur-/Wegkapelle HERIS-ID: 74566 Objekt-ID: 87981                                                                        | Gamp Standort KG: Nenzing                    | Der früheste gesicherte Nachweis einer Kapelle auf der Alpe Gamp stammt aus der zweiten Hälfte des 19. Jahrhunderts. 1867 fassten die Bewohner von Beschling und Latz den Beschluss, das baufällige Objekt durch einen Neubau zu ersetzen. Eine Inschrift ist mit 1794 bezeichnet, es ist jedoch unklar, ob diese mit der Vorgängerkapelle zu tun hat. Der freistehende Steinbau hat ein steiles, holzgeschindeltes Satteldach und einen Glockendachreiter mit vierseitigem Pyramidendach. Im Inneren befindet sich zwar kein Altar, aber ein Altarbild mit Merkmalen, die auf eine Entstehungszeit im 18. Jahrhundert hindeuten. Darauf sind die Heiligen Martin, Benedikt und Wendelin zu sehen und über diesen die Krönung Mariens. Rechts neben dem Altarbild steht ein Kruzifix von Gottfried Beck aus Amerlügen, flankiert von Statuen der Gottesmutter und des hl. Johannes; links neben dem Altarbild ein Ölbild von Jesus Christus, der den weinenden Frauen von Jerusalem begegnet. | BDA-Hist.: Q38135437 Status: § 2a Stand der BDA-Liste: 2025-06-30 Name: Flur-/Wegkapelle GstNr.: 5839 Wayside chapel, Alpe Gamp                                                                           |
| BW   | Datei hochladen | Bildstock, Duxbild HERIS-ID: 74563 Objekt-ID: 87977                                                                      | Standort KG: Nenzing                         | Der gemauerte Bildstock steht am Waldrand und entstand bereits vor 1644. | BDA-Hist.: Q38135415 Status: § 2a Stand der BDA-Liste: 2025-06-30 Name: Bildstock, Duxbild GstNr.: 3479/1                                                                                                 |
| BW   | Datei hochladen | Bildstock, Gravner Bild HERIS-ID: 74543 Objekt-ID: 87955                                                                 | Grav Standort KG: Nenzing                    | Der gemauerte Bildstock mit Rundbogen und schmiedeeisernem Gitter stammt aus dem 16./17. Jahrhundert. | BDA-Hist.: Q38135300 Status: § 2a Stand der BDA-Liste: 2025-06-30 Name: Bildstock, Gravner Bild GstNr.: .155                                                                                              |
| BW   | Datei hochladen | Brunnen HERIS-ID: 74529 Objekt-ID: 87939                                                                                 | Grav Standort KG: Nenzing                    | Der Dorfbrunnen im Ortsteil Grav verfügt über eine 1904 angefertigte Brunnenschale aus Beton. | BDA-Hist.: Q38135216 Status: § 2a Stand der BDA-Liste: 2025-06-30 Name: Brunnen GstNr.: 8258/1 |
| ja   | Datei hochladen | Kuratienkirche Unsere Liebe Frau Mariä Heimsuchung mit Friedhof HERIS-ID: 74546 Objekt-ID: 87959                         | Gurtiser Straße 2 Standort KG: Nenzing       | Die von einem Friedhof umgebene Kuratienkirche in Gurtis, 1781 an Stelle einer Kapelle des 17. Jahrhunderts errichtet, verfügt über ein ungegliedertes spätbarockes Langhaus und einen eingezogenen Chor unter gemeinsamem Satteldach sowie über einen Nordturm mit Giebelspitzhelm und einen überdachten Portalvorbau. | BDA-Hist.: Q25768074 Status: § 2a Stand der BDA-Liste: 2025-06-30 Name: Kuratienkirche Unsere Liebe Frau Mariä Heimsuchung mit Friedhof GstNr.: .1401, 9469 Kuratienkirche Gurtis                         |
| ja   | Datei hochladen | Kaplanstöckl, Schule, Alte Kaplanei HERIS-ID: 74545 Objekt-ID: 87958                                                     | Gurtiser Straße 4 Standort KG: Nenzing       | Die alte Schule/alte Kaplanei neben der Kuratienkirche, laut Bundesdenkmalamt das älteste Volksschulgebäude Vorarlbergs, wurde zwischen 1834 und 1839 errichtet. Das Gebäude hat ein Zeltdach mit drei Gauben und eine Grundrissfläche von rund 9 m². Nach einem Umbau in den 1980er Jahren fand es als Vereinshaus und Sitz des Verkehrsvereins Verwendung. | BDA-Hist.: Q38135316 Status: § 2a Stand der BDA-Liste: 2025-06-30 Name: Kaplanstöckl, Schule, Alte Kaplanei GstNr.: .1402 Kaplanei Gurtis                                                                 |
| ja   | Datei hochladen | Kapelle Maria Schnee HERIS-ID: 74549 Objekt-ID: 87962                                                                    | Halden Standort KG: Nenzing                  | Die nach Süden orientierte Kapelle mit Glockenturm wurde an Stelle eines Vorgängerbaus im Jahr 1874 errichtet. Am Altar stehen auf einem neuromanischen Aufbau spätgotische Figuren aus der Pfarrkirche Frastanz. | BDA-Hist.: Q38135329 Status: § 2a Stand der BDA-Liste: 2025-06-30 Name: Kapelle Maria Schnee GstNr.: .516 Kapelle Maria Schnee (Nenzing)                                                                  |
| ja   | Datei hochladen | Kath. Filialkirche, hll. Ottilie, Julius und Martin HERIS-ID: 74553 Objekt-ID: 87966                                     | Kirchweg 7 Standort KG: Nenzing              | Die spätgotische Kirche mit eingezogenem Chor wurde um 1680 im Barockstil erweitert. Der Nordturm wurde erst im Jahr 1957 dazugestellt. Im Innenraum weist das Langhaus eine flache gemalte Holzfelderdecke mit Stifterinschrift und Hauszeichen aus den Jahren 1686 und 1703 auf. Der Aufbau des Hochaltars stammt noch aus der Spätgotik. | BDA-Hist.: Q38135364 Status: § 2a Stand der BDA-Liste: 2025-06-30 Name: Kath. Filialkirche, hll. Ottilie, Julius und Martin GstNr.: .414 Filialkirche hll. Ottilie, Julius und Martin (Nenzing-Beschling) |
| ja   | Datei hochladen | Volksschule HERIS-ID: 74537 Objekt-ID: 87948                                                                             | Landstraße 13 Standort KG: Nenzing           | Die Volksschule wurde nach einem Entwurf von Willy Braun im Jahr 1934 errichtet. | BDA-Hist.: Q38135246 Status: § 2a Stand der BDA-Liste: 2025-06-30 Name: Volksschule GstNr.: .311 Volksschule Nenzing                                                                                      |
| ja   | Datei hochladen | Kath. Pfarrkirche hl. Mauritius und Friedhof HERIS-ID: 74525 Objekt-ID: 87933                                            | Landstraße 16 Standort KG: Nenzing           | Der Kirchenbau in der Mitte von Nenzing ist von einem Friedhof umgeben. Die Kirche hat ein barockes Langhaus und einen gotischen Chor unter einem gemeinsamen Satteldach. Bei der Grabung 1982 wurde eine karolingische Kirchenanlage ergraben. Einer gestelzten Hauptapsis ist nördlich eine kleinere Apsis angesetzt. Es wurde eine freistehende Mensa mit einer rückwärtigen Nische festgestellt. In der Hauptapsis waren sechs Stiftungsgräber. Die karolingische Anlage war mit einem frühgotischen Chor mit einem Siebenzwölftelschluss ummantelt und ist mit dem heutigen gotischen Chor mit einem Fünfachtelschluss ummantelt. | BDA-Hist.: Q21973907 Status: § 2a Stand der BDA-Liste: 2025-06-30 Name: Kath. Pfarrkirche hl. Mauritius und Friedhof GstNr.: .370, 1 Pfarrkirche Hl. Mauritius (Nenzing)                                  |
| ja   | Datei hochladen | Pfarrhof HERIS-ID: 74538 Objekt-ID: 87949                                                                                | Landstraße 18 Standort KG: Nenzing           | | BDA-Hist.: Q38135260 Status: § 2a Stand der BDA-Liste: 2025-06-30 Name: Pfarrhof GstNr.: .371 |
| ja   | Datei hochladen | Kapelle hll. Valentin und Magnus HERIS-ID: 74531 Objekt-ID: 87941                                                        | Latz Standort KG: Nenzing                    | Die im Jahr 1758 an Stelle eines älteren Vorgängerbaus errichtete Kapelle wurde im 19. und 20. Jahrhundert zweimal renoviert. Der Altar mit seinen Figuren ist neuromanisch; die Fresken am Chorbogen und im Langhausgewölbe sind mit 1935 bezeichnet. | BDA-Hist.: Q38135232 Status: § 2a Stand der BDA-Liste: 2025-06-30 Name: Kapelle hll. Valentin und Magnus GstNr.: .685 Kapelle Latz, Nenzing                                                               |
| ja   | Datei hochladen | Kriegergedächtniskapelle HERIS-ID: 74550 Objekt-ID: 87963                                                                | Mariexner Straße Standort KG: Nenzing        | Der später zur Kriegergedächtniskapelle umgestaltete Nischenbau wurde im Jahr 1891 errichtet. | BDA-Hist.: Q38135341 Status: § 2a Stand der BDA-Liste: 2025-06-30 Name: Kriegergedächtniskapelle GstNr.: 8359/2, .964                                                                                     |
| ja   | Datei hochladen | Flur-/Wegkapelle, Stellveder, bei Mautstation HERIS-ID: 74569 Objekt-ID: 87984                                           | Mautstraße Standort KG: Nenzing              | Die Kapelle wurde 1696 erbaut und von Jörg Burkhmayer, Mich. Gantenbein und Krist. Maurer gestiftet. 1904 wurde diese Kapelle von einer Stifterin neu erstellt (Angaben lt. Altarbild). | BDA-Hist.: Q38135458 Status: § 2a Stand der BDA-Liste: 2025-06-30 Name: Flur-/Wegkapelle, Stellveder, bei Mautstation GstNr.: 7082 Wegkapelle Stellveder                                                  |
| ja   | Datei hochladen | Kapelle Maria Krönung HERIS-ID: 74552 Objekt-ID: 87965                                                                   | Motten Standort KG: Nenzing                  | Die 1842 errichtete, nach Norden orientierte Kapelle wurde 1981/82 renoviert. Der neuromanische Altaraufbau und die Figuren stammen vom Ende des 19. Jahrhunderts. | BDA-Hist.: Q38135353 Status: § 2a Stand der BDA-Liste: 2025-06-30 Name: Kapelle Maria Krönung GstNr.: .446                                                                                                |
| ja   | Datei hochladen | Bildstock, Pardellenbild HERIS-ID: 74564 Objekt-ID: 87978                                                                | Motten Standort KG: Nenzing                  | Der 1785 errichtete Bildstock im Osten der Parzelle Motten hat einen rechteckigen Grundriss, einen offenen Vorraum und ein Satteldach. Darin befindet sich eine Bildtafel mit Darstellungen der Heiligen Familie und der Vierzehn Nothelfer. | BDA-Hist.: Q38135425 Status: § 2a Stand der BDA-Liste: 2025-06-30 Name: Bildstock, Pardellenbild GstNr.: 4232/2                                                                                           |
| ja   | Datei hochladen | Flur-/Wegkapelle, hl. Rochus HERIS-ID: 74573 Objekt-ID: 87989                                                            | Nenzinger Himmel Standort KG: Nenzing        | Die Kapelle am Nenzinger Himmel wurde an Stelle eines Vorgängerbaus in den Jahren 1850 bis 1852 neu errichtet. Der Altaraufbau und die Figur der Pietà stammen aus dem Jahr 1762, das Votivbild noch aus dem Jahr 1630. | BDA-Hist.: Q38135490 Status: § 2a Stand der BDA-Liste: 2025-06-30 Name: Flur-/Wegkapelle, hl. Rochus GstNr.: 8250 Kapelle hl. Rochus, Nenzinger Himmel                                                    |
| ja   | Datei hochladen | Burgruine Ramschwag HERIS-ID: 74524 Objekt-ID: 87932                                                                     | Standort KG: Nenzing                         | Die Anlage wurde von 1270 bis 1290 erbaut. | BDA-Hist.: Q1013570 Status: § 2a Stand der BDA-Liste: 2025-06-30 Name: Burgruine Ramschwag GstNr.: .704 Burgruine Ramschwag                                                                               |
| BW   | Datei hochladen | Bergkastell Stellfeder HERIS-ID: 74568 Objekt-ID: 87983                                                                  | Standort KG: Nenzing                         | Spätrömische Befestigungsanlage auf dem Hochplateau Hocheck. 1941 Ausgrabungen durch Adolf Hild durchgeführt. | BDA-Hist.: Q23689630 Status: § 2a Stand der BDA-Liste: 2025-06-30 Name: Bergkastell Stellfeder GstNr.: 6825/1                                                                                             |
| ja   | Datei hochladen | Wallfahrtskirche Rosenkranzkönigin in Kühbruck HERIS-ID: 74570 Objekt-ID: 87986                                          | Standort KG: Nenzing                         | Die Wallfahrtskirche mit Fünfachtelchor und Glockendachreiter wurde im Jahr 1806 erbaut und seither dreimal renoviert. Das Altarbild der Rosenkranzmadonna stammt aus der Mitte des 18. Jahrhunderts; es blieb bei der Zerstörung einer früheren Kapelle durch Wasser unversehrt. | BDA-Hist.: Q38135469 Status: § 2a Stand der BDA-Liste: 2025-06-30 Name: Wallfahrtskirche Rosenkranzkönigin in Kühbruck GstNr.: .935 Kapelle Kühbruck                                                      |
| ja   | Datei hochladen | Bildstock, Boden-Bildstöckle HERIS-ID: 74572 Objekt-ID: 87988                                                            | Standort KG: Nenzing                         | Der kleine hölzerne Bildstock erinnert an einen Knaben, der im Jahr 1723 in die hier vorbeiführende Meng gefallen und ertrunken ist. Er stand ursprünglich auf einer Weidefläche unterhalb des Gamperdonawegs, die nunmehr als „Bildstöckleboda“ bezeichnet wird. Bei der Verlegung des Wegs im Jahr 1905 wurde ein neuer Bildstock an der heutigen Stelle, dem so genannten „Bildstöcklerrank“, errichtet. | BDA-Hist.: Q38135479 Status: § 2a Stand der BDA-Liste: 2025-06-30 Name: Bildstock, Boden-Bildstöckle GstNr.: 8238/2 Boden-Bildstöckle                                                                     |
| ja   | Datei hochladen | Friedhof mit Friedhofskapelle HERIS-ID: 74556 Objekt-ID: 87969                                                           | Standort KG: Nenzing                         | Der Friedhof umschließt die Pfarrkirche Nenzing. Im Norden steht eine gemauerte Nischenkapelle mit einem Vorzeichen auf vier Säulen und zeigt in einer Nische ein Gemälde Rosenkranzmadonna mit Dominikus und Katharina von Siena über dem Fegefeuer aus dem 18. Jahrhundert. An der Ostmauer ist ein Gemälde Agatha aus 1715 und Maria mit Kind, Jakobus und Ursula mit Inschrift und 1775. Am Friedhof gibt es schmiedeeiserne Grabkreuze aus dem Anfang des 19. Jahrhunderts. | BDA-Hist.: Q38135375 Status: § 2a Stand der BDA-Liste: 2025-06-30 Name: Friedhof mit Friedhofskapelle GstNr.: 1 Pfarrkirche Hl. Mauritius (Nenzing) – Cemetery                                            |
| ja   | Datei hochladen | Kriegerdenkmal HERIS-ID: 74557 Objekt-ID: 87971                                                                          | Standort KG: Nenzing                         | Das Kriegerdenkmal im Kirchfriedhof der Pfarrkirche Nenzing schuf Emil Gehrer (1966). | BDA-Hist.: Q38135395 Status: § 2a Stand der BDA-Liste: 2025-06-30 Name: Kriegerdenkmal GstNr.: 10/1, 10/2 Kriegerdenkmal Nenzing                                                                          |
| ja   | Datei hochladen | Prähistorischer Brandopferplatz und römerzeitliche Fundstelle, Scheibenstuhl HERIS-ID: 112368 Objekt-ID: 130511seit 2015 | Standort KG: Nenzing                         | Beim Scheibenstuhl handelt es sich um eine frühzeitliche Kult- und Brandopferstätte, die umwallt war. | BDA-Hist.: Q37830582 Status: Bescheid Stand der BDA-Liste: 2025-06-30 Name: Prähistorischer Brandopferplatz und römerzeitliche Fundstelle, Scheibenstuhl GstNr.: 3475/1, 3476 Scheibenstuhl               |

## Ehemalige Denkmäler
| Foto |                 | Denkmal                                 | Standort                     | Beschreibung | Metadaten                                                                                                |
| ---- | --------------- | --------------------------------------- | ---------------------------- | ------------ | --- |
| ja   | Datei hochladen | Schulhaus Latz Objekt-ID: 29346bis 2012 | Latz 15 Standort KG: Nenzing |              | BDA-Hist.: Q106685616 Status: Bescheid Stand der BDA-Liste: 2012-06-06 Name: Schulhaus Latz GstNr.: .682 |